# Mucropetraliella philippinensis
Mucropetraliella philippinensis is een mosdiertjessoort uit de familie van de Petraliellidae.